# Jonas Rapp
Jonas Rapp (* 16. Juli 1994 in Rockenhausen) ist ein deutscher Radrennfahrer.

## Sportliche Laufbahn
Jonas Rapp betreibt seit 2010 Leistungsradsport. 2015 belegte er in der Gesamtwertung der Rad-Bundesliga Rang zwei. Mehrfach errang er seit 2015 Titel als Rheinland-Pfalz-Meister.
2017 wurde Rapp für die Straßen-Europameisterschaften im dänischen Herning nominiert, wo er im Straßenrennen der Elite Rang 124 belegte. 2018 belegte er in der Gesamtwertung der Oberösterreich-Rundfahrt Platz vier. 2019 gewann er das rumänische Etappenrennen Tour of Szeklerland. 2021 gewann er die Bergankunft der zweiten Etappe des Giro della Regione Friuli Venezia Giulia und entschied die Gesamtwertung für sich. 2022 gewann er die Tour of Małopolska.

## Berufliches
Parallel zu seiner Radsportlaufbahn absolviert Jonas Rapp eine Ausbildung zum Außenhandelskaufmann.

## Erfolge
2019
- Gesamtwertung Tour of Szeklerland

2021
- Gesamtwertung und eine Etappe Giro della Regione Friuli Venezia Giulia

2022
- eine Etappe, Berg- und Gesamtwertung Tour of Małopolska

2023
- Bergwertung CRO Race